# Ngọn hải đăng Czołpino
Ngọn hải đăng Czołpino (tiếng Ba Lan: Latarnia Morska Czołpino) là một ngọn hải đăng nằm trên bờ biển Ba Lan thuộc vùng biển Baltic, nằm ở phía bắc của làng Czołpino, Pomeranian Voivodeship.
Ngọn hải đăng nằm giữa ngọn hải đăng của Ustka và Stilo.

## Lịch sử
Việc xây dựng ngọn hải đăng được hoàn thành vào ngày 15 tháng 1 năm 1875. Trên đỉnh tháp, có một thiết bị quang học được sản xuất tại Pháp, từ năm 1926. Ngọn hải đăng có một thấu kính trống, được làm từ bốn mươi ba tinh thể lăng trụ.

## liên kết ngoài
- Urząd Morski w Słupsku Lưu trữ ngày 17 tháng 12 năm 2019 tại Wayback Machine (tiếng Ba Lan)